# Вілкова Таїсія Олександрівна
Таїсія Олександрівна Вілкова (нар. 25 жовтня 1996, Москва) — російська актриса театру і кіно.

## Біографія
Народилася 25 жовтня 1996 року в місті Москві. 
Дочка актора Олександра Вілкова і актриси, продюсера Дар'ї Гончарової. Таїсії було вісім років, коли її батьки розлучилися. Вітчим — актор Михайло Полосухин. Має двох зведених братів.
Навчалася в московській школі № 1028, школі-проектному коледжі № 1314. Після 10 класу пішла в екстернат № 88, який успішно закінчила у 2013 році. Випускниця акторського факультету Школи-студії МХАТ (майстерня Євгена Писарєва).
Акторка Московський драматичний театру імені О. С. Пушкіна.

## Творчість
Свою першу роль зіграла в 7 років, — роль знаменитої актриси Валентини Сєрової (в дитинстві) в багатосерійному фільмі «Зірка епохи»  Юрія Кари.
Доброзичливі відгуки преси і критики про першу роботу дівчинки вплинули на подальший розвиток кар'єри юної актриси. Відразу після зйомок в «Зірці епохи», Таїсія затверджується на роль в телесеріалі «Синок татка», а в 2008 році на роль дочки головних героїв в серіалі «Фотограф». У 2011 році працювала ведучою на каналі «Дісней».
З 2010 по 2015 роки зіграла в російських фільмах і серіалах: «Викрутаси», «Скліфосовський», «Про що мовчать дівчата», «Вангелія», «Григорій Р.»
.
Широку популярність актриса отримала після виходу на екрани багатосерійного молодіжного серіалу «Деффчонкі» (2012—2014) на каналі ТНТ де виконала одну з головних ролей.
31 серпня 2017 року в кінотеатрах Росії стартував прем'єрний показ першого з чотирьох фільмів проєкту за мотивами творів М. В. Гоголя — «Гоголь. Початок» за участю Таїсії Вілкової (Ліза Данішевська). Партнерами молодої актриси в проєкті виступили зірки російської сцени: Олександр Петров, Олег Меншиков, Євген Стичкін, Артем Ткаченко, Ян Цапник, Павло Дерев'янко та інші.
Восени 2017 року актриса постала перед телеглядачем в одній з головних ролей — кравчині Гуті, в багатосерійному гостросюжетному детективі «Відмінниця», прем'єра якого відбулася на Першому каналі.
В ігровому, художньому кінофільмі «Матильда» Олексія Учителя, загальноросійська прем'єра якого відбулася 26 жовтня 2017 року, Таїсія
дублювала польську акторку Михалину Ольшаньску, що виконала роль балерини Матильди Кшесинської.
Столичний глядач знайомий з театральною актрисою Вілковою за виставами Московського Театру імені Пушкіна «Вишневий сад», «Багато галасу з нічого», «Три Івана», «Одруження Фігаро» і іншим .

## Театральні роботи
| Театр                            | Спектакль               | Режисер           | Роль           |
| -------------------------------- | ----------------------- | ----------------- | -------------- |
| Театр імені Пушкіна              | Горький. Дно. Висоцький | Борис Дьяченко    | Василиса       |
| Театр імені Пушкіна              | Вишневий сад            | Володимир Мірзоєв | Аня            |
| Театр імені Пушкіна              | Одруження Фігаро        | Євгеній Писарєв   | Сюзанна        |
| Театр імені Пушкіна              | Багато галасу з нічого  | Євгеній Писарєв   | Геро           |
| Театр імені Пушкіна              | Три Івана               | Ігор Теплов       | Мілоліка       |
| Театральний центр «На Страстном» | Сирітство               | Євгенія Дмитрієва | Софія Єгорівна |

## Фільмографія
- Викрутаси (2011, Тася)
- Про що мовчать дівчата (2013, Тася)
- Чемпіони (2014, Катерина Ілюхіна, сноубордистка}})
- Гоголь. Початок  (2017, Єлизавета (Ліза) Данішевська)
- Гоголь. Вій (2018, Єлизавета (Ліза) Данішевська)
- Гоголь. Страшна Помста (2018, Єлизавета (Ліза) Данішевська / Темний вершник)
- Гоголь (2018, телесеріал; Єлизавета (Ліза) Данішевська / Темний вершник)
- Вище неба (2018)
- Останній богатир: Корінь зла (2021, Галина в молодості)
- Аліса не може чекати (2022, телесеріалЮля, сестра Аліси)

## Статті і публікації
- Анастасія Павлова Ей, живий хто-небудь, виходь, допоможи![1] (Рос.) // «Страсний бульвар, 10»: Журнал СТД РФ. — 2017. — № 7. — С. 116—119.
- Олена Ракітіна «Дно», повне зірок (рус.) // Ревізор.ru: Інформаційний інтернет-портал про культуру в Росії і за кордоном. — 2016. — 18 травня.
- Ірина Боровлёва Таїсія Вілкова: «Я не розуміла, чому батьки так зі мною вчинили» (рус.) // Таїсія Вілкова: «Я не розуміла, чому батьки так зі мною вчинили» видання = Навколо ТВ: інтернет-видання. — 2012. — 18 липня.

## Зовнішні медіафайли
«Яна Гладких і Таїсія Вілкова». https://www.1tv.ru/shows/vecherniy-urgant/gosti/yana-gladkih-i-taisiya-vilkova-vecherniy-urgant-fragment-vypuska-ot-25-09-2017 [Архівовано 16 грудня 2017 у Wayback Machine.] Вечірній Ургант. Перший канал, Москва. 25 вересня 2017. 15:50 хвилин.
Таїсія Вілкова на YouTube в гостях у Авторадіо
Багато галасу даремно на YouTube фрагмент вистави МДТ ім. Пушкіна
Вишневий сад на YouTube франмент вистави МДТ ім. Пушкіна
1. ↑  Эй, живой кто-нибудь, выходи, помоги! / "Горький. Дно. Высоцкий" Школы-студии МХАТ (курс Е.Писарева) | Страстной бульвар, 10. www.strast10.ru. Архів оригіналу за 31 січня 2018. Процитовано 13 грудня 2017.